# Dues vegades jo
Dues vegades jo (títol original: All of Me) és una pel·lícula estatunidenca dirigida per Carl Reiner, estrenada l'any 1984. Ha estat doblada al català.

## Argument
Una dona rica i excèntrica a punt de morir desitja transferir la seva ment en el cos d'una jove, però l'operació no té lloc com estava previst, ja que la seva ànima s'instal·la en el cos del seu advocat.

## Repartiment
- Steve Martin: Roger Cobb
- Lily Tomlin: Edwina Cutwater
- Victoria Tennant: Terry Hoskins
- Madolyn Smith Osborne: Peggy Schuyler
- Richard Libertini: Prahka Lasa
- Dana Elcar	: Burton Schuyler
- Jason Bernard: Tyrone Wattell
- Selma Diamond: Margo
- Eric Christmas: Fred Hoskins
- Gailard Sartain: Fulton Norris
- Neva Patterson: Gretchen
- Michael Ensign: Mr. Mifflin

## Al voltant de la pel·lícula
- Durant aquest rodatge Steve Martin va conèixer la seva primera esposa, Victoria Tennant, i es casaran el 1986.[3]
- La pel·lícula va informar 36,4 milions de dòlars de recaptació als Estats Units.[4]
- Dues vegades jo és la quarta i última pel·lícula en que Steve Martin ha col·laborat amb Carl Reiner.

## Nominacions
- Nominada al Globus d'Or al millor actor musical o còmic (Steve Martin)
- Nominada al Globus d'Or a la millor actriu musical o còmica (Lily Tomlin)